# 氣旋梅庫努
極強氣旋風暴梅庫努（英語：Extremely Severe Cyclonic Storm Mekunu），部分媒體譯作梅庫納，是自1959年以來吹襲阿曼佐法爾省的最強風暴。2018年北印度洋氣旋季的第二個獲命名的風暴，梅庫努在5月21日從低氣壓區發展而成。它逐漸增加強，在5月23日以特強氣旋風暴標準經過索科特拉島以東海域。5月25日，梅庫努達到最高強度。印度氣象局估計其最高10分鐘持續風速為每小時175公里，使梅庫努成為極強氣旋風暴。總部位於美國的聯合颱風警報中心估計其1分鐘風速略高於前者，為時速185公里。在最高強度時，梅庫努在阿曼賴蘇特附近登陸。風暴在陸地上迅速減弱。
在索科特拉島附近經過時，氣旋梅庫努為當地帶來暴雨，造成山泥傾瀉和水災，導致20人死亡。在也門東部大陸，氣旋導致停電和水災，造成四人死亡。在阿曼，氣旋梅庫努造成七人死亡並造成約15億美元的損失。梅庫努在塞拉萊的降雨量達到617毫米。降雨在魯卜哈利沙漠形成沙漠湖泊。

## 氣象歷史
5月18日，在馬爾代夫西北方的阿拉伯海，有一對流區持續發展，其環流廣闊。超過攝氏29度的高海水溫度加上中度的風切變，大氣條件有利其後的熱帶氣旋發展。在擾動形成的同時，氣旋薩迦位於亞丁灣。5月20日，一個結構清晰的低氣壓區在阿拉伯海中部形成。在南北兩方均有良好流出的幫助下，對流變得越來越有組織。5月21日，印度氣象局將該系統歸類為低氣壓。總部位於美國的聯合颱風警報中心也在5月22日開始針對該系統發佈公告，並歸類為第二號熱帶氣旋。
系統形成後，風暴在東北方的一道高壓脊帶動下向西北方移動，移向阿拉伯半島。由於風切變有所減弱，印度氣象局和聯合颱風警報中心都預計系統會穩定增強。5月22日，印度氣象局將低氣壓升級為深低氣壓，其後再升級為氣旋風暴，將其命名為梅庫努（Mekunu）。5月23日，風暴中心形成一眼狀特徵，表明風暴正在增強。當天，印度氣象局將在索科特拉島以東經過的梅庫努升級為特強氣旋風暴——相當於颶風的最低標準。此時風暴預報模型存在不確定性，究竟梅庫努繼續向西北方移動，還是轉向東北方移動，但風暴在其餘的時間內維持其西北路徑。
5月24日，受一股東風切變影響，梅庫努略為減弱，導致風眼變得粗糙。然而，雷暴活動在風暴中心——風眼附近的緊密區域組織，風暴再次增強。印度氣象局在5月25日將梅庫努升級為極強氣旋風暴，估計最高三分鐘持續風速為每小時175公里。在同一天，聯合颱風警報中心估計其最高風速為每小時185公里，相當於薩菲爾-辛普森颶風等級下的三級標準。在最高強度時，梅庫努有一細小，直徑約13公里的風眼，在衛星圖像上可見。5月25日晚上6時半至7時半之間，梅庫努在阿曼南部的賴蘇特附近登陸。這是自1959年以來首次有颶風標準的風暴吹襲佐法爾省。風暴在阿曼西部乾燥及多山的地形上迅速減弱。5月27日，印度氣象局將位於阿曼、也門和沙特阿拉伯邊境附近梅庫努降級為結構良好的低氣壓區。

## 防災措施及影響

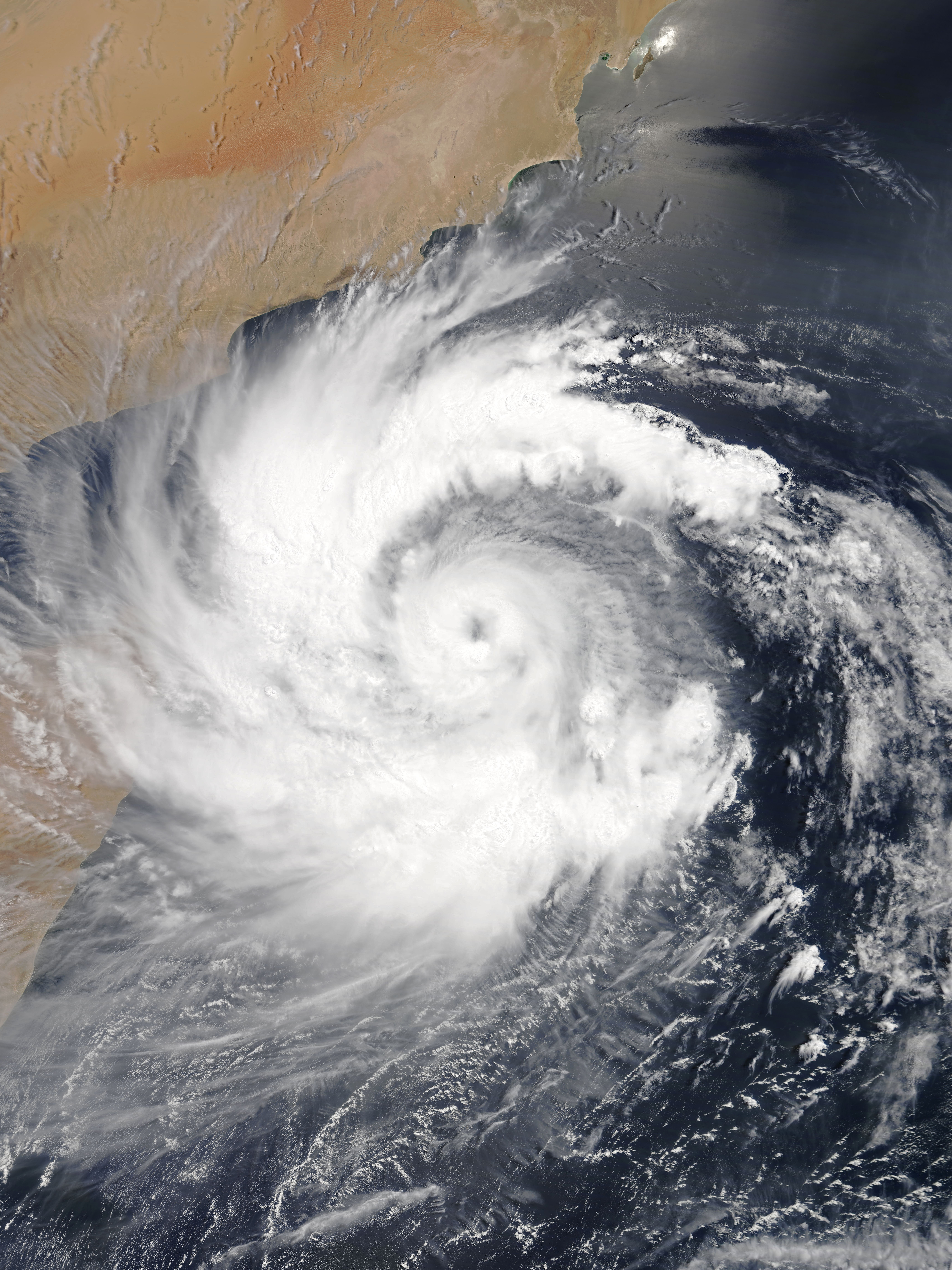
5月23日，位於索科特拉島以東的氣旋梅庫努

在追蹤風暴時，印度氣象局向風暴路徑中的漁民和其他人發出各種警告。在風暴來臨前，阿曼官員撤離該國邊境附近的醫院和其他地區的人民。塞拉萊機場被關閉24小時。
氣旋梅庫努在經過索科特拉島以東期間，為當地帶來強降雨，其引發的水災摧毀該島大部分通訊設備，促使也門政府宣布當地進入緊急狀態。超過1000戶家庭撤離，使用該島首府哈迪布上的11個避難所，或以其他方式與其親屬同住。洪水沖毀連接哈迪布和索科特拉機場的主要道路，以及該島東西兩側的道路。山泥傾瀉淹沒農場、摧毀食物存庫、吹倒棕櫚樹，並沖走數以千計的動物。風暴還破壞水井，導致污水處理系統中斷，使居民沒有乾淨的飲用水。五輛汽車被洪水摧毀，幾棟房屋亦被破壞。風暴使120艘漁船翻側並破壞500多個漁網。在整個島上，梅庫努至少導致20人死亡。
在也門大陸，洪水淹沒哈德拉毛省和馬哈拉省的道路、車輛和建築物。氣旋摧毀電線和發電機，導致停電。在阿萊伯利（Alaibri），洪水使大約2,000人與外隔絕約三天。在蓋達，風暴使兩艘船翻側。在也門大陸，梅庫努造成四人死亡及20人受傷。
氣旋梅庫努以最高強度吹襲阿曼，帶來強風和大雨。在四天內，氣旋在塞拉萊降下617毫米的雨量，是年平均降雨量的五倍。在24小時內，風暴在當地的降雨量亦有278毫米。暴雨淹沒道路、低窪地區、河谷或乾涸的河床。雨水被當地的水壩收集，在魯卜哈利沙漠形成湖泊，該沙漠一般的年均降雨量僅為30毫米。降雨在沙漠形成近20年來的首個湖泊，預期可以種植植被以養活當地的駱駝達兩年。位於登陸位置東面的塞拉萊，錄得每小時96公里的持續風速。沿海的迪哈庫特爾（Dhalkoot）每小時110公里的陣風。在整個阿曼，特別是塞拉萊附近，梅庫努摧毀房屋、車輛、船隻和其他財產。截至2018年12月31日，共有1,123宗保險索償，總額達1.55億阿曼里亞爾（約4.03億美元）；怡安集團估計風暴的損失達15億美元。風暴在阿曼導致七人死亡，其中一人在昏迷九天後離世。

## 善後
在索科特拉島的災情變得明朗後，沙特阿拉伯、阿拉伯聯合酋長國、卡塔爾和科威特在當地提供避難所、醫療和其他應急用品。沙特阿拉伯在5月27日派出首架援助機。阿聯酋亦派出直升機尋找失蹤者，並在風暴期間救出17名傷者。來自阿聯酋的救援人員協助重新開通島上的道路。卡塔爾紅新月會派出五支醫療隊及緊急救援物資。5月26日，索科特拉島的機場和港口重新開放。聯合國人道主義空運處派出四架飛機運送食品、避難所和供水。在也門大陸，當地的紅十字會分支為受影響的居民提供水和食物。工人們清理道路以恢復通往偏僻村莊的通道 。
阿曼國務院（Oman State Council Bureau）指出，風暴期間的民族團結有助緩解風暴的影響，包括軍隊、警察、資訊機構和志願者之間的合作。自然保護總局與佐法爾省合作種植600棵海欖雌幼苗，以補償風暴期間被摧毀的植物。